# Mircea Hatman
Mircea Hatman (n. 26 februarie 1927, Mihăești, Horodniceni, Suceava) este un fitopatolog și profesor universitar român, recunoscut pentru contribuțiile sale în micologie, fitopatologia cerealelor și plantelor horticole, precum și pentru activitatea didactică la Institutul Agronomic „Ion Ionescu de la Brad” din Iași. A publicat 287 de lucrări științifice, a elaborat 16 cursuri, manuale și caiete de lucrări practice și a contribuit la herbarul micologic al Moldovei. A fost membru titular al Academiei de Științe Agricole și Silvice (ASAS) și al Academiei Oamenilor de Știință din România.

## Biografie
Copilărie și educație  
Mircea Hatman s-a născut la 26 februarie 1927 în satul Mihăești, comuna Horodniceni, județul Suceava, în familia preotului Victor Hatman. A urmat școala primară în satul natal, sub îndrumarea învățătorului Ion Chiticaru. Între 1938 și 1945, a studiat la Liceul Militar „General Gh. Macarovici” din Iași, absolvind cu bacalaureatul în 1945. În 1945–1947, a urmat Școala de ofițeri de cavalerie din Târgoviște. În 1947, a fost admis la Facultatea de Agronomie din Iași, unde a studiat sub îndrumarea profesorului C. Sandu-Ville, absolvind în 1951 cu „Diplomă de Merit”. A obținut titlul de doctor în agronomie în 1960, la Institutul Agronomic din Cluj-Napoca, sub conducerea profesorului Eugen Rădulescu. A participat la specializări la institute și universități din Plovdiv (1972, 1976), Bonn, Hamburg (1974), Giessen (1981, 1982) și Braunschweig (1986). 
Carieră profesională  
În 1951, a fost angajat ca cercetător asistent la Stațiunea de Cercetări Agronomice Iași, în Laboratorul de Protecția Plantelor, condus de C. Sandu-Ville. Între 1961 și 1971, a fost șef al Laboratorului de Protecția Plantelor la Stațiunea de Cercetări Agricole (SCA) Podu Iloaiei. Din 1971, a fost conferențiar la Catedra de Protecția Plantelor a Institutului Agronomic Iași, devenind profesor universitar titular în 1978 și predând fitopatologie până în 1997. A ocupat funcții manageriale, inclusiv secretar științific al SCA Podu Iloaiei (1961–1971), secretar științific al Senatului Institutului Agronomic Iași (1972–1976), decan al Facultății de Horticultură (1976–1984) și șef al Catedrei de Horticultură (1985–1995). 

## Activitate științifică
Mircea Hatman a publicat 287 de lucrări științifice, abordând micologia, fitopatologia, testarea pesticidelor și istoricul protecției plantelor. A contribuit la herbarul micologic al Moldovei și la „Starea fitosanitară a culturilor agricole din România”. A obținut un brevet de invenție. 
Micologie și herbarul micologic  
A publicat 40 de lucrări de micologie, descriind 727 de taxonomi, dintre care 33 de specii noi pentru România și 340 de plante gazdă noi. A contribuit la colecția „Herbarium Micologicum Romanicum” și la „Herbarul micologic al Moldovei C. Sandu-Ville”, colaborând cu peste 60 de universități și institute internaționale. 
Fitopatologia cerealelor păioase  
A studiat bolile cerealelor păioase, precum mălura, tăciunele zburător, rugina brună, rugina galbenă, fuzarioza, putrezirea rădăcinilor și pătarea frunzelor. A publicat 46 de lucrări, recomandând tratamente cu fungicide de contact și sistemice, fertilizare echilibrată și rotații raționale. Exemple includ „Rezistența la infecțiunea cu mălură a unui sortiment de grâu de primăvară” și „Măsuri de prevenire a atacului de Cercosporella herpotrichoides”. 
Bolile porumbului și altor culturi  
A cercetat tăciunele comun, tăciunele prăfos și fuzarioza la porumb, recomandând semănatul la epoca optimă, tratarea semințelor și evitarea monoculturii. A studiat bolile floarea-soarelui, leguminoaselor și plantelor furajere, publicând lucrări precum „Contribuții la combaterea tăciunelor prăfos” și „Cercetări ecologice asupra micromicetelor semnalate pe gramineele furajere din Moldova”. 
Fitopatologia plantelor horticole  
A publicat 35 de lucrări despre bolile tomatelor, viței de vie și pomilor fructiferi. A studiat putregaiul plăntuțelor la tomate, excorioza la vița de vie și rapănul, fainarea și monilioza la măr. Lucrări reprezentative includ „Contribuții la stabilirea sistemului de luptă integrată în livezile de măr din Moldova” și „Permanentizarea ciupercii Phomopsis viticola în plantațiile de viță de vie”. 

## Activitate didactică
Mircea Hatman a predat fitopatologie timp de peste patru decenii, formând aproape 50 de generații de agronomi și horticultori. A elaborat opt cursuri universitare, patru manuale și caiete de lucrări practice, inclusiv „Fitopatologie” (1977, 1980, 1982, 1986, 1989), „Microbiologie” (1997) și „Botanică medicală” (1993). A coordonat „Protecția plantelor horticole – Fitopatologie” (1994) și „Fitopatologie generală” (1999). A îndrumat 13 doctoranzi și a pregătit alți 12, contribuind la specializarea cercetătorilor în protecția plantelor. 

## Activitate managerială
Mircea Hatman a ocupat funcții de conducere:
- Secretar științific al SCA Podu Iloaiei (1961–1971).
- Secretar științific al Senatului Institutului Agronomic Iași (1972–1976).
- Decan al Facultății de Horticultură (1976–1984).
- Șef al Catedrei de Horticultură (1985–1995).
- Președinte al Filialei Moldova a Societății Naționale de Protecția Plantelor.

A organizat Conferința Națională de Protecția Plantelor la Iași (1978, 1983, 1993). 

## Lucrări
Mircea Hatman a publicat 287 de lucrări științifice, 16 cursuri, manuale și caiete de lucrări practice. Dintre lucrările reprezentative:
- „Contribuții la cunoașterea biologiei și combaterii ciupercii Pythium de Baryanum, Hesse” (cu C. Sandu-Ville și Al. Lazăr), Studii și cercetări Iași, 1960
- „Câteva observațiuni asupra momentului maturității ascosporilor la unele ciuperci parazite” (cu C. Sandu-Ville și Al. Lazăr), Institutul Agronomic Iași, 1961
- „O nouă contribuție la cunoașterea Erysiphaceelor din RPR” (cu C. Sandu-Ville și Al. Lazăr), Studii și cercetări Iași, 1962
- „Noi micromicete în RPR” (cu C. Sandu-Ville, Al. Lazăr, O. Sera), Studii și cercetări de biologie, 1963
- „Noi cercetări asupra micromicetelor din RPR” (cu C. Sandu-Ville și Al. Lazăr), Studii și Cercetări Științifice, 1963
- „Micromicetes nouveaux de Roumanie” (col.), Revue Roumanie de biologie, 1964
- „Testarea produselor fitofarmaceutice” (col.), vol. II, București, 1966–1968
- „Câteva micromicete noi din R.S. România” (col.), Lucrări Științifice, Institutul Agronomic Iași, 1969
- „Alte micromicete din R.S. România” (col.), Lucrări Științifice, Institutul Agronomic Iași, 1969
- „O nouă contribuție la cunoașterea micromicetelor din R.S. România” (col.), Lucrări Științifice, Institutul Agronomic Iași, 1970
- „Câțiva factori care favorizează atacul ciupercii Cercosporella Herpotrichoides” (col.), Institutul Agronomic Iași, 1973
- „Ciuperci care produc putrezirea bazei tulpinii la gramineele cultivate și spontane” (col.), Lucrări Științifice, Institutul Agronomic Iași, 1973
- „Botanică medicală” (curs), Institutul Agronomic Iași, 1973
- „Contribuții la studiul micromicetelor de pe gramineele cultivate și spontane” (col.), Lucrări Științifice, Institutul Agronomic Iași, 1974
- „Bolile și dăunătorii cerealelor” (col.), Editura Ceres, 1976
- „Virozele plantelor horticole” (col.), curs, Facultatea de Horticultură, Iași, 1976
- „Curs de fitopatologie” (col.), EDP, București, 1977
- „Herbarium Micologicum Moldavicum ‘prof. C. Sandu-Ville’” (col.), Institutul Agronomic Iași, 1978
- „C. Sandu-Ville – creator al școlii fitopatologice ieșene” (col.), Cercetări Agronomice în Moldova, 1979
- „Protecția plantelor” (col.), curs, Redacția de propagandă tehnică agricolă, 1980
- „Testarea pesticidelor” (col.), vol. III, Redacția de propagandă tehnică agricolă, 1980
- „Fitopatologie” (col.), EDP, București, 1982
- „Protecția plantelor horticole. Fitopatologie” (curs), Universitatea Agronomică Iași, 1984
- „Testarea unor fungicide împotriva agenților patogeni ai mărului” (col.), Lucrări științifice, Institutul Agronomic Iași, 1990
- „Contribuții la studiul ciupercilor din genul Chaetomium în România” (col.), Lucrări științifice, Institutul Agronomic Iași, 1992
- „Microbiologie” (cu E. Olea), curs, Universitatea Agronomică Iași, 1992
- „Ciuperci parazite și saprofite pe vița de vie în Moldova” (col.), Lucrări științifice, Institutul Agronomic Iași, 1993
- „Noi micromicete parazite și saprofite în Moldova” (col.), Lucrări Științifice Agronomice, 1996
- „Dinamica apariției și răspândirii agenților patogeni ai cartofului în Moldova” (col.), Lucrări științifice, Seria Horticultură, 1997
- „Răspândirea agenților patogeni ai legumelor solanaceae în Moldova” (col.), Lucrări științifice, Seria Horticultură, 1998
- „Micromicete parazite pe graminee în Moldova” (col.), Lucrări științifice, Seria Agronomie, 1998

## Premii și distincții
- Premiul I al Ministerului Învățământului (1961), pentru lucrări de micologie
- Titlul „Profesor universitar evidențiat” (1982)
- Titlul „Doctor-Docent în Științe” (1977)
- Un brevet de invenție

## Afilieri
- Membru titular al Academiei de Științe Agricole și Silvice (1991)
- Membru titular al Academiei Oamenilor de Știință din România (1998)
- Membru al Societății de Microbiologie din România
- Vicepreședinte al Societății Naționale de Protecția Plantelor
- Președinte al Filialei Moldova a Societății Naționale de Protecția Plantelor
- Membru al CNEAA (Comisia Națională de Evaluare și Acreditare Academică)
- Membru evaluator CNESIS, Ministerul Învățământului